# Cercolophia steindachneri
Cercolophia steindachneri är en ödleart som beskrevs av  Strauch 1881. Cercolophia steindachneri ingår i släktet Cercolophia och familjen Amphisbaenidae. Inga underarter finns listade i Catalogue of Life.